# Svalbardi repülőtér
A Svalbardi repülőtér (IATA: LYR, ICAO: ENSB) Norvégia egyik nemzetközi repülőtere, amely a Spitzbergák szigetvilágban található. Éves utasforgalma 170 277 fő (2022).

## Futópályák
A repülőtér futópályái:
- 10/28 (2480 m, 45 m, aszfalt)

## Forgalom
Az utasforgalom az elmúlt években az alábbi módon változott:
| Utasok száma | 77 702 | 86 267 | 95 231 | 129 317 | 125 781 | 133 481 | 166 477 | 169 278 | 68 271 | 170 277 |
|              | 2000   | 2002   | 2005   | 2007    | 2010    | 2012    | 2015    | 2017    | 2020   | 2022    |